# Almas (Tocantins)
Almas é um município brasileiro do estado do Tocantins, região Norte do Brasil. Localiza-se a uma latitude 11º34'25" sul e a uma longitude 47º10'13" oeste, na região geográfica intermediária de Gurupi e na região imediata de Dianópolis, ocupando uma área de 4 007,152 km², a uma altitude média de 397 metros.[carece de fontes?]
Na divisão regional do estado para fins de planejamento, situa-se na macrorregião Sul e na região Sudeste, a uma distância de 276 km da capital, Palmas.
Segundo o Censo 2022, a população é constituída de 6 499 pessoas, com estimativa de 6 542 habitantes em 2024, sendo o 5 571º município mais populoso do país e o 14º no ranking estadual. O PIB em 2021 foi de R$ 273 740,577 mil.
O prefeito de Almas é Neri Xavier, do partido Progressistas, eleito para governar o município de 1º de janeiro de 2025 a 31 de dezembro de 2028.

## História
O município de Almas é um dos mais antigos do Tocantins. Sua origem remonta ao ano de 1734, com a chegada dos primeiros moradores, notadamente o português Manoel Rodrigues de Araújo, que percorriam a região em busca de ouro. Em 1920, outro português, Bernardo Homem, também se estabeleceu na localidade, onde passou a dedicar-se à exploração do minério, empregando largamente mão de obra escrava.
Após a fase febril da extração de ouro, o então povoado entrou em decadência por um longo período, até que voltou a se recuperar demograficamente com a introdução da atividade agropecuária. No dia 14 de novembro de 1958, foi elevado à categoria de município, vinculado à comarca de Natividade. Sua instalação ocorreu em 30 de janeiro de 1959.
Bernardo Homem é considerado o fundador do município. A ele também é atribuída a construção da primeira Igreja Católica, a qual foi ornada com imagens sacras trazidas de Portugal, incluindo uma imagem de São Miguel Arcanjo, que passou a ser o padroeiro do município.

## Turismo
Almas é parte da região turísticas das Serras Gerais, que engloba também os municípios de Dianópolis, Natividade e Rio da Conceição. O potencial turístico do município reside principalmente nos seus atrativos naturais, a exemplo de cachoeiras, do Cânion Encantado (com quedas d’água  com mais de 70 metros de altura, e opções de trilhas aquática e por terra), da Fazenda Aldeia e do Vale dos Pássaros.
A vivência com a comunidade local também é parte da experiência turística. Em Almas os visitantes podem conhecer de perto processos de produção de tecidos de algodão, paçoca de carne seca, ervas e temperos tradicionais.